# Debstedter Weg
Der Debstedter Weg ist eine zentrale Erschließungsstraße in Bremerhaven, Stadtteil Leherheide. Sie führt in Südwest-Nordost-Richtung von der Langener Landstraße nach Langen, Ortsteil Debstedt.
Die Querstraßen und Anschlussstraßen wurden benannt u. a. als Langener Landstraße nach dem Ort, Breitenbachstraße nach dem preußischen Minister für öffentliche Arbeiten Paul von Breitenbach, Mecklenburger Weg nach dem früheren Land, Blumenauer Weg benannt nach früher an diesem Weg gelegenem "Gut Blumenau", Kastanienweg nach dem Baum, Otto-Oellerich-Straße nach dem Leher Politiker (SPD) und Landtagsabgeordneten (1862–1921), Hermann-Schröder-Weg nach dem Heimatforscher, Wacholderweg nach der Pflanze, Ahornweg nach dem Baum, Hermann-Löns-Straße nach dem Schriftsteller (1866–1914), Brillenmoor nach einer Flurbezeichnung, Brunnenstraße, unbenannter Weg, Fehrmoorweg nach der Flurbezeichnung des Fehr-, Feer-, Veer-, Fer- oder Fernemoor (fehr = fern), Drangstedter Weg nach dem Ort, Plätternweg nach dem Flur Pladderinge und dann unbenannte Wege; ansonsten siehe beim Link zu den Straßen.

## Geschichte

### Name
Der Debstedter Weg wurde benannt nach dem Dorf Debstedt, zu dem er hinführt. Das Kirchdorf mit der Dionysiuskirche Debstedt besteht schon seit dem 9. Jahrhundert. 2017 hatte der Ort 2064 Einwohner.

### Entwicklung
In der leicht hügeligen Leher-Haide (Lehe bzw. Lieth = Hügel) gab es ab der Mitte des 19. Jahrhunderts erste Besiedlungen, u. a. durch Einwanderer aus Mecklenburg, nach denen deshalb eine Straße benannt wurde. Um 1900 kam die Hermann-Löns-Siedlung; viele eher kleine Siedlungen folgten bis zum Ende der 1920er Jahre. 1909 wurde die Leherheider Schule am Debstedter Weg eingeweiht. Ab 1950 ist die Brillenmoor/Bernhard-Lohmüller-Siedlung gebaut worden. In den 1960er Jahren entstanden in Leherheide-West 3500 Wohnungen durch die Neue Heimat, die Gewog und die Gewoba in vier- bis achtgeschossigen Häusern. Im Stadtwerkewald entwickelte sich ab 1901 ein Wasserwerk, das man 1962 erweiterte. 1971 wurde Leherheide ein Stadtteil mit heute (2017) 16.469 Einwohnern. Der höchste natürliche Punkt in Bremerhaven von 11,1 m Höhe befindet sich Debstedter Weg Ecke Brunnenstraße.

### Verkehr
Der Weg nach Debstedt war im Mittelalter eine landwirtschaftliche Wegeverbindung, die auch zur Kirche von 797 bzw. von 1200 führte. Erst im 20. Jahrhundert kam es zum Ausbau der Straße.
Die Straßenbahn Bremerhaven hatte 1952 noch ein Gleisdreieck an der Ecke zur Langener Landstraße; gebaut für das Wenden der Züge (siehe nebenstehenden Plan).
Im Nahverkehr von BremerhavenBus durchfahren die Linien S, 502 und 506 (Leherheide Ost – Wulsdorf) die Straße und die Linien 504/505 tangieren sie an der Langener Landstraße. Die Nachtlinien ML/NL sowie ein Anruf-Linientaxi (ALT) ergänzen das Angebot.

## Gebäude und Anlagen
Die Straße ist überwiegend mit ein- bis viergeschossigen Wohnhäusern bebaut.
Erwähnenswerte Gebäude und Anlagen
- Ecke Langener Landstraße Nr. 266 : 5-gesch. verputztes Wohn-, Büro- und Geschäftshaus mit 6-gesch. Ecktürmchen
- Nr. 9: 3-gesch. Gebäude der AOK Bremen/Bremerhaven von etwa 1920/30 mit neuem 1- und 2-gesch. Anbau
- Nr. 11: 2-gesch. Bürohaus von um 1920/30 mit Satteldach und mit der Weser-Elbe Sparkasse
- Nr. 15: 2-gesch. Wohn- und Geschäftshaus mit Walmdach und mit Gaststätte
- Nr. 16: 1-gesch. Einkaufszentrum;
  - hier befand sich von 1953 bis 1966 das Kino Odeon mit 675 Plätzen
- Nr. 22 bis 32: 1-gesch. Wohnhäuser
- Nr. 29a bis 29f und Seegersweg Nr. 10 bis 20: 3- und 4-gesch. Wohnanlage
- Nr. 40 bis 70 sowie 39 bis 59: 1-gesch. freistehende Wohnhäuser
- Nr. 24 bis 36 und 44a bis 46a; 2-gesch. Wohnhäuser
- Nr. 67 bis 79 : 2-gesch. Wohnreihenhäuser von um 1980
- Nr. 81: 1-gesch. Gebäude und Kirche; Evangelisches Pfarramt und Gemeinde St. Andreas
- Nr. 84: 2- und 3-gesch. Leherheider Schule von 1909, heute Fritz-Husmann-Schule als Grundschule
  - dahinter die Johann-Gutenberg-Schule, eine Oberschule der Sekundarstufe I mit rund 700 Schülern (2018)
- Nr. 83 bis 99, 115 bis 137 sowie 86 bis 122: 1- und 2-gesch. freistehende Wohnhäuser
- Nr. 142A: Wasserwerk Leherheide von 1901
- Waldgebiet Königsheide
- Nr. 144c und Fehrmoorweg bis Nr. 20 und U-förmigen Buchenweg: Siedlung mit 1-gesch. Einfamilienhäusern
- Äcker und Weiden bis Debstedt
- Hinweis Mecklenburger Weg Nr. 100: In der Nähe die 20.000 Quadratmeter große Parkanlage Thieles Garten, ab 1925 von Gustav Thiele und Georg Thiele[2]